# كوثره ساني
كوثره ساني عالمة بيئية وكاتبة وعالمة اجتماع توغوية، تعيش في لومي، توغو. وهي مؤسس منظمة «تفاؤل أفريقيا» والمؤسسة المشاركة والمديرة التنفيذية لمؤسسة «قانون حركة الساحل».

## حياتها المبكرة
ولدت كوثره ساني في بوركينا فاسو قبل أن تنتقل إلى توغو في التاسعة من عمرها حيث نشأت في لومي. وهي تعيش مع والدتها وشقيقيها.

## نشاطها
أسست منظمة «تفاؤل أفريقيا» وهي حركة تعمل على الترويج لحل مشكلة المناخ والبيئة عبر التعليم. وهي أيضًا أحد مؤسسي «قانون حركة الساحل» التي تجمع أموالاً لدفع ثمن البذور والأسمدة للمزارعين في منطقة الساحل بأفريقيا. كما تقوم المنظمة بجمع الأموال لشراء المنتجات الصحية وتوفير الوصول إلى المياه النظيفة والطاقة المتجددة.
أصبح نشاطها معروفًا أكثر عندما أرسلت بيانًا إلى مؤتمر الأمم المتحدة للتغير المناخي 2021 تفيد بأن تكلفة السفر إلى غلاسكو ستُستخدم بشكل أفضل لبناء بئر لتوفير المياه النظيفة لشعب توغو. في بيانها، ذكّرت أيضًا الدول الغنية بوعدها الذي «نكثته» بشأن توفير 100 مليار دولار سنويًا لتمويل أنشطة مكافحة تغير المناخ في البلدان النامية حتى نهاية 2020 والذي تجدد في 2025 ليستمر حتى 2025. كما حثت الدول الغنية على تقديم التمويل المتعلق بالمناخ في 46 دولة من البلدان الأقل نموًا والاستثمار في أبحاث الطقس وتغير المناخ من خلال بناء المراصد الجوية.

## وصلات خارجية
- كوثره ساني - الموقع الرسمي